# Dragon Ball Z Gaiden: Saiyajin zetsumetsu keikaku
Dragon Ball Z Gaiden: Saiyajin zetsumetsu keikaku (ドラゴンボールＺ 外伝 サイヤ人絶滅計画?, Doragon Bōru Zetto Gaiden Saiya-jin Zetsumetsu Keikaku, lett. "Storia parallela di Dragon Ball Z - Il piano per lo sterminio dei Saiyan"), noto anche come Dragon Ball Z Gaiden, è l'unico OAV tratto da un videogioco per il NES di Dragon Ball Z, distribuito nel settembre del 1993 in Giappone. Il video fu realizzato con esplicito collegamento al videogioco e inserito in due videocassette intitolate Avventura sulla Terra e Avventura nello Spazio.
Data la presenza all'interno del film di Trunks del futuro e del piccolo Trunks, Son Gohan che può diventare Super Saiyan e l'uso di Vegeta del Final Flash l'episodio può essere posizionato durante i 10 giorni prima del Cell Game. Questo OAV non è mai uscito in Italia, ed in madrepatria è edito solo in VHS.

## Trama
Un piccolo numero di saiyan atterra su Plant per un'avaria alla propria astronave: appena sbarcati chiedono aiuto agli abitanti del pianeta, gli Tsufuru, i quali li accolgono e permettono loro di stabilirsi definitivamente sul pianeta. Ma col trascorrere degli anni, i saiyan si moltiplicano a dismisura. Un giorno, essi approfittano di una luna piena per sterminare gli Tsufuru e conquistare il pianeta e la loro tecnologia, poi rinominano il pianeta in Vegeta, in onore del loro re. Sopravvive solo il Dottor Raichi, impegnato a realizzare una macchina alimentata dall'odio che gli Tsufuru covano verso i saiyan, capace di generare dei "combattenti fantasma" per eliminare questi ultimi, ma lo scienziato viene da loro attaccato e ucciso. La navicella che contiene la macchina e il corpo senza vita del Dottor Raichi parte verso lo spazio infinito, e nel frattempo, essendo ancora attiva, inizia a evolversi e a completarsi da sola; al suo completamento, proprio durante i dieci giorni prima del Cell game, la macchina si trasforma in un essere antropomorfo di nome Hatchyack, e inizia infine a produrre combattenti fantasma, con lo scopo di trovare e sterminare tutti i saiyan rimasti nell'universo.
Saputo che ci sono dei Saiyan sulla Terra, Hatchyack vi manda le sue creature e persino delle macchine che generano un gas letale, chiamato Destron Gas (デストロンガス?, Desutoron Gasu). A salvare la situazione ci pensano Son Gohan, Trunks del futuro, Son Goku, Piccolo e Vegeta; i cinque eliminano le prime due creature, Skud e Kintarn, così come tutti i generatori tranne l'ultimo. A protezione di esso Hatchyack ha messo quattro vecchie conoscenze dei guerrieri: Cooler, Freezer, Lord Slug e Turles; essi sono in realtà dei guerrieri fantasma che ogni volta che vengono colpiti sono in grado di rigenerarsi. Impressionati e increduli dalla rinnovata forza dei loro vecchi nemici, i protagonisti vengono messi con le spalle al muro; quando però Re Kaioh del Nord contatta Goku con la telepatia e lo aggiorna della situazione, Goku dice agli avversari che loro non sono i suoi vecchi nemici e questo basta per togliergli il potere di rigenerarsi rendendoli quindi facili da sconfiggere. Re Kaioh avverte Goku che l'ultimo generatore non può essere distrutto poiché possiede una barriera indistruttibile. Per eliminarla è necessario sconfiggere colui che l'ha creata, ovvero il Dottor Raichi, ultimo rimasto degli tsufuru.
I guerrieri devono dunque raggiungerlo su un pianeta lontano, e ci arrivano usando una navicella della Capsule Corporation. Sul pianeta si trova la macchina del Dr. Raichi, scoprendo che il creatore della macchina era in effetti morto. Dopo un violento scontro il Dr. Raichi genera il suo ultimo guerriero: lo stesso Hatchyack. La situazione sembra davvero impossibile, con Hatchyack che combatte senza alcun problema contro i saiyan portandoli allo stremo delle forze; Piccolo riesce a dare un senzu a Gohan che a sua volta ne dà altri tre a Goku, Trunks del futuro e a Vegeta, e inoltre rinuncia alla possibilità di salvarsi per aiutare i suoi amici, anche se poi viene portato in salvo. Allora i quattro guerrieri saiyan lanciano un'onda energetica combinata uccidendo per sempre Hatchyack. Oltre ad eliminare il terribile nemico, l'attacco danneggia incredibilmente il pianeta, il quale si appresta a esplodere, quindi Goku usa il Teletrasporto e riporta tutti sani e salvi a casa. Nelle ultime scene vengono mostrati Goku e Gohan che mangiano di buon gusto a casa loro, Trunks che si allena nel giardino di casa e Vegeta che si allena dentro la navicella della Capsule Corporation.

### Nuovi personaggi
- Dottor Raichi (Dr.ライチー?, Dr. Raichī): un geniale scienziato appartenente alla razza tsufuru, originaria del pianeta Plant. Durante la conquista del pianeta da parte dei saiyan, stava costruendo uno speciale robot in grado di creare "combattenti fantasma", alimentato dall'odio degli tsufuru verso i saiyan e che, una volta accumulatane una grande quantità, si sarebbe totalmente completato e sarebbe stato anche in grado di combattere. Viene però trucidato da un saiyan e così, insieme al robot, il corpo senza vita di Raichi vaga nello spazio a bordo di una navetta. Intanto, però, Hatchyack (questo il nome della macchina), che era già attivo, inizia ad evolversi e completarsi da solo. In questo modo riesce a creare numerosissimi "combattenti fantasma", tra cui anche un clone dello stesso Raichi, che lo aiuterà nei suoi progetti finché non verrà sconfitto da Goku, Vegeta, Gohan e Trunks, così come in seguito accade anche ad Hatchyack stesso. Il suo nome deriva da un frutto, in quanto Lychee significa litchi in inglese.

- Hatchyack (ハッチヒャック?, Hatchihyakku): appare come un essere molto alto e robusto, di color rosso e rosa con delle particolari placche azzurre posizionate sugli arti superiori, arti inferiori, fronte e torace, dalle quali emette i suoi potenti colpi energetici. La sua morfologia deriva dalla forma della macchina dal quale si crea. Inizialmente Hatchyack, non è altro che un enorme computer-macchina elaborato e costruito dal Dottor Raichi al solo scopo di eliminare l'ostile razza Saiyan. Successivamente, tramite l'assorbimento dell'odio da parte di tutti gli abitanti tsufuru e poi dei guerrieri fantasma di Freezer, Cooler, Lord Slug e Turles, si materializza in una potentissima creatura. Hatchyack ha il punto debole di dover interrompere il combattimento per circa 15 secondi, abbassando tutte le sue difese, per caricare un qualsiasi tipo di attacco fisico ed energetico. Questa debolezza consentirà a Goku, Gohan, Piccolo, Vegeta e Trunks di colpirlo al momento giusto con un attacco energetico collettivo. Inizialmente, come computer, Hatchyack aveva il potere di incanalare l'energia dell'odio delle persone defunte per poi riportarle in vita come non morti, o per meglio dire "guerrieri fantasma", come ha fatto con Freezer, Cooler, Slug, Turles e il Dottor Raichi. Dopo essersi trasformato in una creatura umanoide, Hatchyack ha dato prove di essere un combattente eccezionale. Il suo colpo più potente è il Cannone vendicatore, un potente attacco energetico che richiede almeno 15 secondi di tempo per essere caricato. All'interno del videogioco Saiyajin zetsumetsu keikaku, vengono proposti tre finali alternativi nei quali vengono mostrate due trasformazioni di Hatchyack.

- Kincarn (キンカーン?, Kinkān): una creatura creata dal Dottor Raichi, che insieme ad Arbee attacca Goku, Gohan e Piccolo. Ha la particolarità fisica di non avere collo, bensì testa e tronco completamente uniti. Kincarn ha una colorazione uniforme blu con grandi occhi bianchi e una lunga coda. Il suo nome deriva da kinkan (キンカン?), nome giapponese del frutto della fortunella.

- Arbee (アービー?, Ābī): una creatura creata dal Dottor Raichi, che insieme a Kincarn attacca Goku, Gohan e Piccolo. Arbee non ha una grande forza combattiva, ma grazie alla sua tecnica di moltiplicazione del proprio corpo, riesce a mettere in seria difficoltà Goku, Gohan e Piccolo. Nonostante ciò verrà comunque sconfitto da Gohan con un potente pugno. Appare come un mostro di color verde e viola, con una folta criniera anch'essa viola e due corni neri collocati sulla testa. Il suo nome deriva dalla parola giapponese biwa (枇杷?), il nespolo del Giappone.

- Bontan (ボンターン?, Bontān): una creatura creata e ai servizi del Dottor Raichi, che ha il compito di vegliare e proteggere sulla terza macchina di Destron Gas, situata sul Vulcano Poco Poco. Bontan è della stessa razza di Kincarn in quanto gli è fisicamente uguale tranne per il colore che è rosa. Il suo nome deriva da bontan (ブンタン?), il nome giapponese del pomelo.

- Godgadon (ゴッドガードン?, Goddogādon): una creatura creata dal Dottor Raichi con il compito di impedire a Goku e i suoi amici, di penetrare nella sua dimora, situata sul Pianeta Oscuro. Godgadon viene eliminato facilmente da Goku, il quale lo trapassa con un potente pugno. Appare come un robot di color grigio munito di due armi da fuoco collocate all'apice degli arti anteriori.

- Skud (スカッド?, Sukaddo): una creatura creata e ai servizi del Dottor Raichi, che ha il compito di proteggere e vegliare sulla quinta macchina di Destron Gas, situata nelle Terre dei Ghiacci. Skud, assieme a tutte le altre creature della sua razza, si scontrano contro Goku e gli altri, ma vengono facilmente sconfitti. Skud appare come una creatura di colore giallo, con una folta criniera blu. Il suo nome deriva dal giapponese Masukatto (マスカット?), il nome della capitale dell'Oman Mascate.

## Remake
Nel 2010 la Toei Animation in collaborazione con la Namco Bandai, ha eseguito un remake del film: Dragon Ball: Piano per lo sterminio dei Super Saiyan (DRAGON BALL 超サイヤ人絶滅計画?, DRAGON BALL: Sūpā Saiyajin zetsumetsu keikaku). Invece di restaurare la vecchia pellicola del 1993, la quale vantava un ottimo staff di disegnatori, si è voluto crearne una completamente nuova. Come si può notare anche il titolo è cambiato: si è tolta la lettera "Z" e la parola "Gaiden" inserendo la parola Super Saiyan. Il film ha debuttato l'11 novembre 2010 allegato al videogioco Dragon Ball: Raging Blast 2.

## Finali alternativi
All'interno del videogioco, vengono mostrati tre finali alternativi, e il giocatore può usare i comandi per scegliere quale tra questi vedere. Inoltre, tali finali possono essere intrecciati e collegati tra di loro. In comune hanno un prologo e l'epilogo visto nell'originale. Goku, Vegeta, Gohan e Trunks attaccano Hatchyack con un ultimo disperato attacco energetico collettivo, ma si accorgono che il loro attacco non ha sortito alcun effetto, a cui segue il finale alternativo; dopo di esso, si vede Goku che teletrasporta tutti fuori dal pianeta oscuro e sulla Terra.

### Hacthyack moltiplicato
Dopo l'attacco collettivo, Hatchyack si è ulteriormente trasformato divenendo più potente. I guerrieri Z si gettano in combattimento nel tentativo di eliminarlo, venendo però surclassati. Hacthyack ritorna al suo stadio normale e si moltiplica, divenendo cinque terribili Hacthyack, i quali ancora una volta hanno la meglio sui guerrieri. Goku si accorge però che Hacthyack non si è affatto moltiplicato, ma sta solo usando il Colpo Immagine Residua Multipla, sfruttando la sua immane velocità. Gli scaglia così contro una potente Kamehameha, la quale distrugge una volta per tutte il terribile avversario.

### Hacthyack gigante
Hacthyack decide di trasformarsi divenendo un vero e proprio gigante. Quando però tutto sembra essere ormai perduto, compare una fatina, la quale si era già incontrata con Goku precedentemente, durante la ricerca nello spazio del Pianeta Oscuro. La fatina consiglia a Goku di entrare nella bocca di Hacthyack, per poi eliminarlo da dentro, e così, mentre Piccolo, Gohan, Vegeta e Trunks intrattengono Hatchyack, alla prima occasione Goku si infila dentro la bocca del gigante avversario, e inizia a percorrere una strada in un'interminabile tubo, arrivando davanti ad un bivio che di nuovo la fatina lo aiuta a superare. Poco prima di arrivare al nucleo centrale di Hacthyack, la fatina viene fatta prigioniera da dei tentacoli dell'organismo di Hatchyack; costretto a proseguire da solo, Goku arriva finalmente al nucleo centrale di Hacthyack, situato in una grande stanza spaziosa, e senza esitazione colpisce il nucleo con una Kamehameha, che innesca un processo di distruzione del terribile Hacthyack. Goku inizia allora a ripercorrere il lungo tunnel al contrario, salvando poi anche la fatina precedentemente intrappolata. Infine, usando il Teletrasporto, Goku riesce a uscire da Hacthyack mettendosi in salvo.

### La Super Genkidama
Vedendo che Hacthyack si è ulteriormente trasformato, i Guerrieri Z si gettano in combattimento nel tentativo di eliminarlo, venendo però surclassati. Gohan e Trunks si rialzano e più determinati che mai si gettano ancora una volta contro il temibile nemico, riuscendo a tenergli testa. Mentre Gohan, Vegeta e Trunks lo tengono occupato, Goku escogita con Piccolo un ultimo tentativo di salvezza, la Sfera Genkidama. Piccolo appare scettico a tale proposta in quanto Goku, essendo trasformato in Super Saiyan, non può eseguire tale tecnica perché il suo cuore è colmo di collera, ma Goku si decide ugualmente ad usare la tecnica, chiamandola poi "Super Genkidama" (超元気玉?, Chō GenkiDama) visto che sarà usata nello stadio di Super Saiyan, e inizia ad appellarsi al lontano pianeta Terra e ai pianeti vicini, mentre Piccolo si reca da Gohan, Vegeta e Trunks, aiutandoli a guadagnare il tempo necessario alla creazione della "Super Genkidama". Hatchyack riesce a sconfiggere Gohan, Vegeta, Trunks e Piccolo; accortosi poi della creazione della Super Sfera di Goku, decide di attaccare Goku con il suo miglior attacco energetico, il "Cannone Vendicatore", ma Vegeta si frappone e viene tramortito dall'attacco di quest'ultimo. Goku riesce a completare la "Super Genkidama" e a lanciarla contro Hacthyack, che finisce finalmente distrutto in mille pezzi.

## Scene inedite
All'interno del videogioco, vengono mostrate alcune scene tagliate o semplicemente non utilizzate nell'OAV. Nel videogioco viene mostrato come Goku, incuriosito da uno strano pianeta, ci si rechi con il Teletrasporto. Il pianeta appare come una grande distesa di terra inabitata, con una grande torre al centro. Goku entra nella torre dove trova sul pavimento delle strane sfere di vetro. Goku si accorge che una di queste contiene una fatina (la stessa che poi aiuterà Goku in uno dei finali alternativi sopra descritti), che farà la sua conoscenza. Terminato il suo viaggio di esplorazione, Goku ritorna nell'astronave, continuando il viaggio per il Pianeta Oscuro.
All'interno del videogioco, vengono mostrati Goku, Gohan e Vegeta che, prima di ritrovarsi nella dimora del Dr. Raichi, si scontrano con numerosi robot uguali a Godgadon, e nonostante il numero soverchiante, i guerrieri riescono ad avere la meglio, con Goku che utilizza una Kamehameha per eliminarli, Vegeta un Big Bang Attack, e Gohan una serie di potenti pugni.

## Colonna sonora
Per OAV, sono state composte 11 tracce sonore, spesso tagliate e riusate più di una volta, nel corso del film.
Le 11 tracce possono essere ascoltate acquistando il CD Dragon Ball Z Gaiden: Saiyajin zetsumetsu keikaku pubblicato poco dopo la creazione del film. Le musiche usate per i tre finali alternativi sono diverse da quelle dell'OAV.
| 1. Main Theme of "Gaiden" Tema principale "Gaiden" 2. Search for Destron Gas Alla ricerca del Destron Gas 3. The Earth Field Il campo della Terra 4. Pacify a Storm Calmare una tempesta 5. A Skirmish Una scaramuccia 6. Four Emperores Quattro imperatori 7. Grand Battle Grande battaglia 8. Polluted Town Città inquinata 9. Planet Darkness Pianeta oscuro 10. A One-Eyed Old Doctor Un anziano dottore con un solo occhio 11. Ephemeral Requiem Requiem effimera |

### Crediti
- Kenichi Tajiri (compositore)
- BATTLE COMMANDO (esecutore)

## Rapporto con la serie TV
In questo film si parla della razza Tsufuru (della quale fa parte anche Baby di Dragon Ball GT) e della storia dei Saiyan; è la prima volta che viene data questa versione tra serie TV e gli OAV in ordine temporale, in opposizione alla precedente versione data da Re Kaioh (nella puntata nº 20 di Dragon Ball Z) a Goku. Re Kaioh racconta della coesistenza tra la tribù dei Saiyan e gli Tsufuru (chiamati Tafli nell'edizione italiana di quell'episodio), sul pianeta Vegeta (cioè il nuovo nome dato dai Saiyan al pianeta Plant dopo la sua conquista), mentre in questo episodio i Saiyan arrivano sul pianeta e vengono aiutati dagli Tsufuru a sopravvivere.
Mentre in Dragon Ball GT, Plant, ricreato da Baby, appare verde con striature bianche e nel film Le origini del mito lo stesso pianeta appare rosso con sfumature bianche, questa volta invece appare totalmente grigio con un'atmosfera azzurra. Come in Dragon Ball GT, gli Tsufuru hanno grandi occhi con bulbi bianchi e iride rossa, al contrario degli Tsufuri descritti da Re Kaioh che hanno occhi umani.